# 云南猪屎豆
云南猪屎豆（学名：Crotalaria yunnanensis），为豆科猪屎豆属下的一个种。种加词 yunnanensis 意为“云南的”。